# Ruschberg (Weserbergland)
Der Ruschberg ist mit 293,5 m ü. NHN der dritthöchste Berg der Stadt Vlotho und zugleich des Kreises Herford. Der Berg liegt im Osten der Gemeinde Vlotho im Ortsteil Valdorf und gehört naturräumlich zum Weserbergland bzw. zum Lipper Bergland. Nördlich liegen die Weser und der Winterberg. Südlich des Ruschbergs liegt die fast ebenso hohe Saalegge.